# Castell de Quercorb
El Castell de Quercorb fou el castell medieval d'estil romànic del poble de Fontanills, del terme comunal d'Arles, a la comarca del Vallespir, Catalunya del Nord.
Estava situat a prop de l'església romànica de la Santa Creu de Quercorb, a llevant seu, dalt del Puig de Quercorb. En l'actualitat no en queda cap vestigi visible, però un topònim proper, el Mas de la Guàrdia, serva en el nom el record del castell, o d'una de les torres de guaita que en depenien.

## Història
Cal remetre's a la primera meitat del segle IX per tal de trobar les primeres documentacions del topònim Quercorb: 832 (Castro Corbi), referida al castell, 993 (loco quem vocant Castro Corbi), castell i lloc que agafa el seu nom, 1011 (alodem Castelli Curvi), castell i conjunt de l'alou al qual pertanyia, 1168 (Chero Corbo), 1194 (mansum de Coll de Quero Curvo). L'església apareix ja en documents del segle xii, tot i que per la seva construcció, és molt més antiga. El 1159, en les actes de consagració de Sant Martí de Cortsaví i de Santa Cecília de Coç, entre els personatges que hi apareixen hi ha el capellà de Quercorb (capellani Chericurvi), de nom Bernat o Bertran, segons l'acta. A la consagració de Sant Pere de Riuferrer, esdevinguda el mateix any 1159, apareix Bertrandi, capellano de Chercurvo, altre cop, que torna a aparèixer a l'acta de consagració de Santa Maria de Costoja, del mateix any. En canvi, el 1197 està documentat com a capellà de Quercorb Bernat junior, fill cabaler de Bernat II de Cortsaví i oncle d'Ermessenda, muller de Ramon de Termes, senyors de Cortsaví.
En un document del 1531 es fa referència a la Ribera del Celleret o de Santa Creu, cosa que confirma la categoria de parroquial d'aquesta església, per la qual cosa se l'associa a la idea de parròquia del terme rural de Fontanills. Al segle xvi esdevingué sufragània de Sant Esteve d'Arles; el 1571 és esmentat el seu cementiri, el 1679 apareix com a Santa Creu de Quercorp, i el 1688, com a Santa Creu d'Arles. En aquell moment està documentat que el rector de Sant Esteve d'Arles, Jaume Debadia, ho és també de Santa Cecília de Coç i de la Santa Creu; a la façana de ponent de la casa afegida a l'església encara es pot llegir la làpida que diu DOCTOR/DEBADIA/RECTOR/1685.
L'església pertangué a la família vallespirenca dels Paraire des del segle xvi, i els descendents d'aquesta família, que ja han perdut aquest cognom, van vendre el 1984 l'església a la comuna d'Arles pel preu simbòlic d'un franc. L'església fou cedida a la Confraria de la Sang de la parròquia per tal que recuperés el monument, i en l'actualitat el gestiona l'associació Els Amics de Santa Creu, creada exclusivament per a aquesta finalitat. D'aleshores ençà, tot i que amb molt pocs recursos, aquesta associació ha anat duent a terme algunes feines de restauració. A partir dels anys 90 del segle XX es recuperaren els dos aplecs tradicionals de la Santa Creu, el 4 de maig (diada de la Santa Creu) i el 18 d'agost (diada de Santa Helena).